# Takuto Hirakawa
Takuto Hirakawa (平川 拓斗 Hirakawa Takuto?), född 23 april 2003 i Osaka prefektur, är en japansk fotbollsspelare.
Hirakawa började sin karriär 2020 i Gamba Osaka.